# 一栗放牛
一栗 放牛（いちくり ほうぎゅう、明応9年〈1500年〉 - 天正19年〈1591年〉）は、戦国時代から安土桃山時代にかけての武将。大崎氏の家臣。放牛は法名。一栗高春の祖父。陸奥国一栗城主。
天正18年（1590年）、葛西大崎一揆が起こると孫・高春と共に一揆方につく。一族郎党と共に佐沼城に籠城して奮戦するも衆寡敵せず、やがて敗色が濃厚となるや高春を落ち延びさせて自身は城を枕に討ち死にした。このとき92歳であったという。